# Peter Haskell
Peter Abraham Haskell (Boston, 15 ottobre 1934 – Los Angeles, 12 aprile 2010) è stato un attore statunitense.

## Filmografia parziale

### Cinema
- Fuga pericolosa (Riding the Edge), regia di James Fargo (1989)
- La bambola assassina 2 (Child's Play 2), regia di John Lafia (1990)
- La bambola assassina 3 (Child's Play 3), regia di Jack Bender (1991)
- Guerre di robot (Robot Wars), regia di Albert Band (1993)

### Televisione
- Iron Horse – serie TV, episodio 2x05 (1967)
- Bracken's World – serie TV, 41 episodi (1969-1970)
- Le strade di San Francisco (The Streets of San Francisco) – serie TV, episodio 3x20 (1975)
- Rich Man, Poor Man Book II – serie TV, 17 episodi (1976-1977)
- Aspettando il domani (Search for Tomorrow) – soap opera, 104 puntate (1983-1985)
- La signora in giallo (Murder, She Wrote) – serie TV, episodi 3x05-5x16 (1986-1989)
- Provaci ancora, Harry (The Law and Harry McGraw) – serie TV, 16 episodi (1987-1988)
- Colombo (Columbo) – serie TV, episodio 10x02 (1991)
- Sesso & bugie a Las Vegas (Sex and Lies in Sin City) – film TV (2008)

## Doppiatori italiani
Nelle versioni in italiano delle opere in cui ha recitato, Peter Haskell è stato doppiato da:
- Romano Malaspina ne La signora in giallo (ep. 5x16), La bambola assassina 3
- Romano Ghini in Charlie's Angels
- Marcello Tusco in Aspettando il domani
- Cesare Barbetti in Alfred Hitchcock presenta
- Sergio Rossi in La signora in giallo (ep. 3x05)
- Pino Ferrara in Provaci ancora, Harry
- Roberto Del Giudice ne La bambola assassina 2
- Dario De Grassi in The Closer
- Luciano De Ambrosis in Cold Case - Delitti irrisolti